# Eustala sanguinosa
Eustala sanguinosa là một loài nhện trong họ Araneidae.
Loài này thuộc chi Eustala. Eustala sanguinosa được Eugen von Keyserling miêu tả năm 1893.